# Zyklon (band)

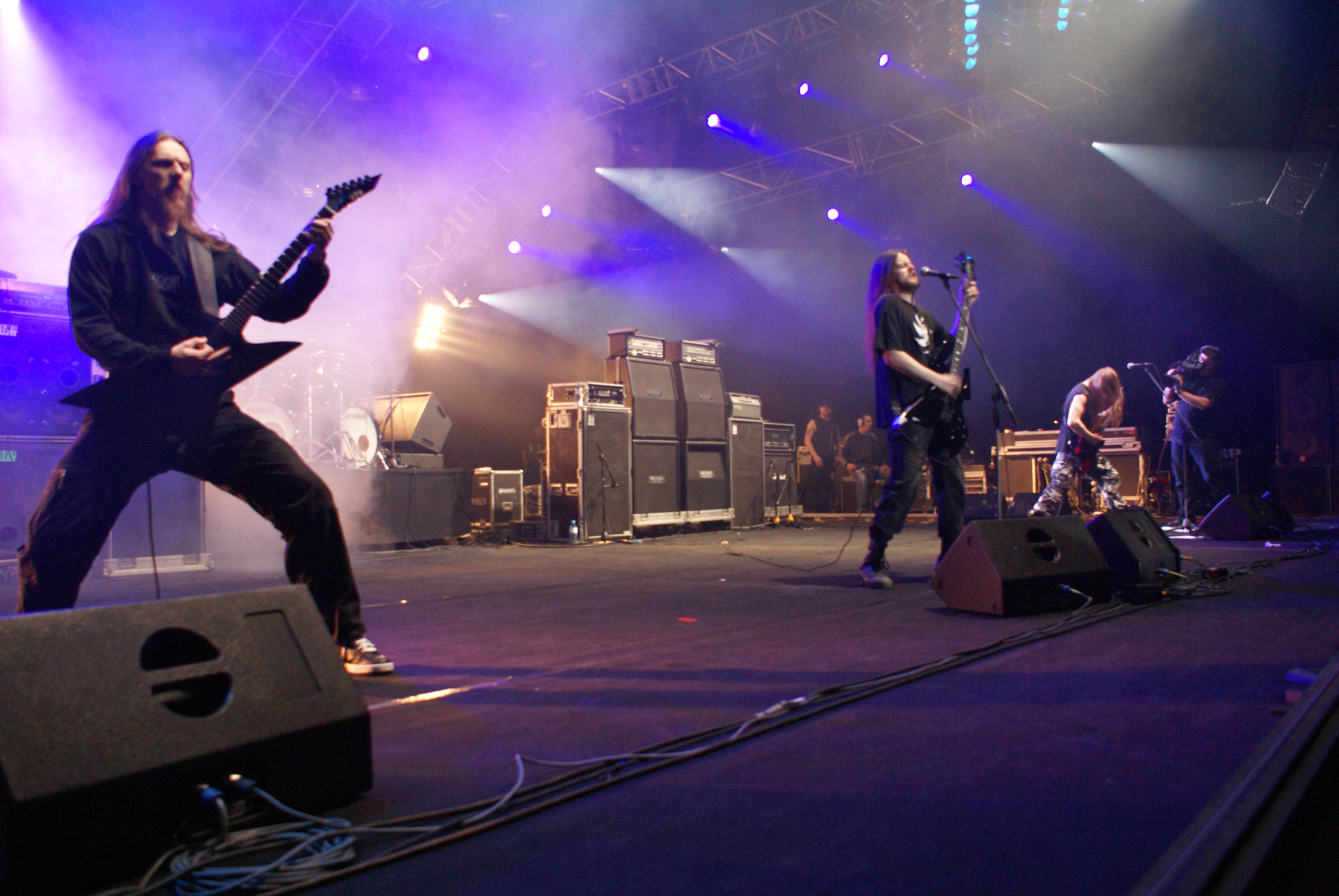
Zyklon tijdens Metalmania 2007, Polen.

Zyklon was een in 1998 opgerichte experimentele blackmetalband uit Noorwegen.

## Biografie
De naam Zyklon is een woordspeling op het woord cyclone dat naar het Duits vertaald als zyklon gespeld wordt. Zyklon is een nevenproject met leden uit de blackmetalbands Emperor en Myrkskog. Uit Emperor komen de bandleden Trym Torson (drums) en Samoth (gitaar). Twee leden van Myrkskog vullen de band aan: Destructhor (gitaar) en Secthdamon (zang en basgitaar). De teksten worden verzorgd door een lid uit Emperor die zelf niet in Zyklon speelt namelijk Bård "Faust" Eithun. In tegenstelling tot Myrkskog en Emperor speelt Zyklon een experimentele vorm van black metal met industriële invloeden. De band moet niet verward worden met Zyklon-B, een andere band waarin leden van Emperor spelen. Behalve de gelijkenis in naam zijn het twee totaal verschillende bands.
In 2009 is de band opgeheven.

## Discografie
- 2001 World ov Worms (Album)
- 2001 Zyklon/Red Harvest (Split met Red Harvest)
- 2003 Aeon (Album)
- 2006 Storm Detonation (Live DVD)
- 2006 Disintegrate (Album)